# Aoyama-itchōme (métro de Tokyo)
Aoyama-itchōme (青山一丁目駅, Aoyama-itchōme-eki) est une station du métro de Tokyo sur les lignes Ginza, Hanzōmon et Ōedo dans l'arrondissement de Minato à Tokyo. Elle est exploitée conjointement par le Tokyo Metro et le Bureau des Transports de la Métropole de Tokyo (Toei).

## Situation sur le réseau
La station Aoyama-itchōme est située au point kilométrique (PK) 2,7 de la ligne Ginza, au PK 2,7 de la ligne Hanzōmon et au PK 24,5 de la ligne Ōedo.

## Histoire
La station a été inaugurée le 18 novembre 1938 sur la future ligne Ginza. La ligne Hanzōmon y arrive le 1er août 1978 et la ligne Ōedo le 12 décembre 2000.

## Services aux voyageurs

### Accès et accueil
La station, ouverte tous les jours, de compose de 2 voies encadrées par 2 quais pour la ligne Ginza et de 2 voies encadrant un quai pour les lignes Hanzōmon et Ōedo.
En moyenne, 114 447 voyageurs ont fréquenté quotidiennement la station en 2015 (côté Tokyo Metro).

### Desserte

#### Tokyo Metro
- Ligne Ginza :
  - voie 1 : direction Shibuya
  - voie 2 : direction Asakusa
- Ligne Hanzōmon :
  - voie 3 : direction Shibuya (interconnexion avec la ligne Tōkyū Den-en-toshi pour Chūō-Rinkan)
  - voie 4 : direction Oshiage (interconnexion avec la ligne Tōbu Skytree pour Kuki et Minami-Kurihashi)

#### Toei
- Ligne Ōedo :
  - voie 1 : direction Daimon
  - voie 2 : direction Tochōmae

Installations de la station
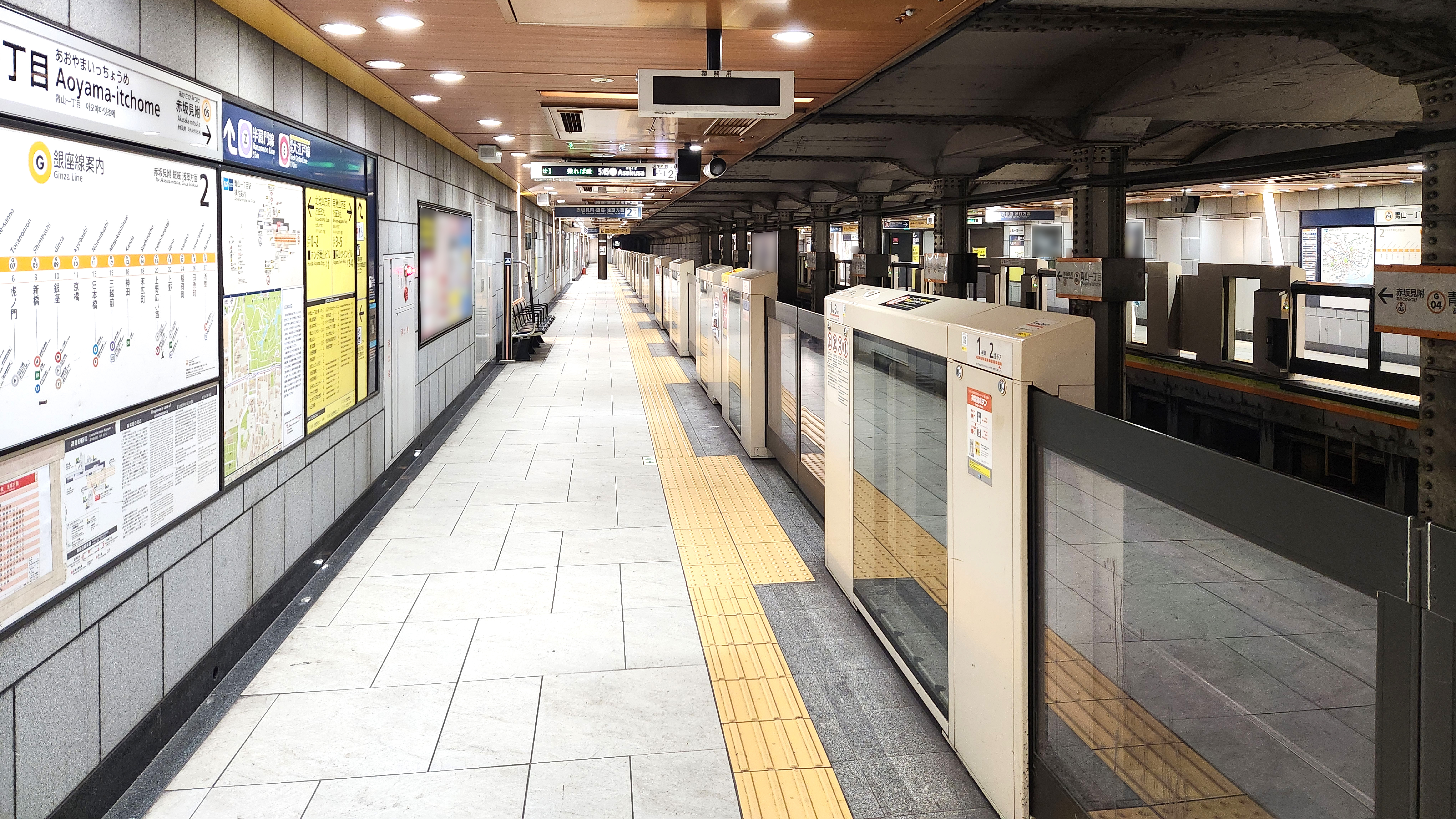
Quais de la ligne Ginza
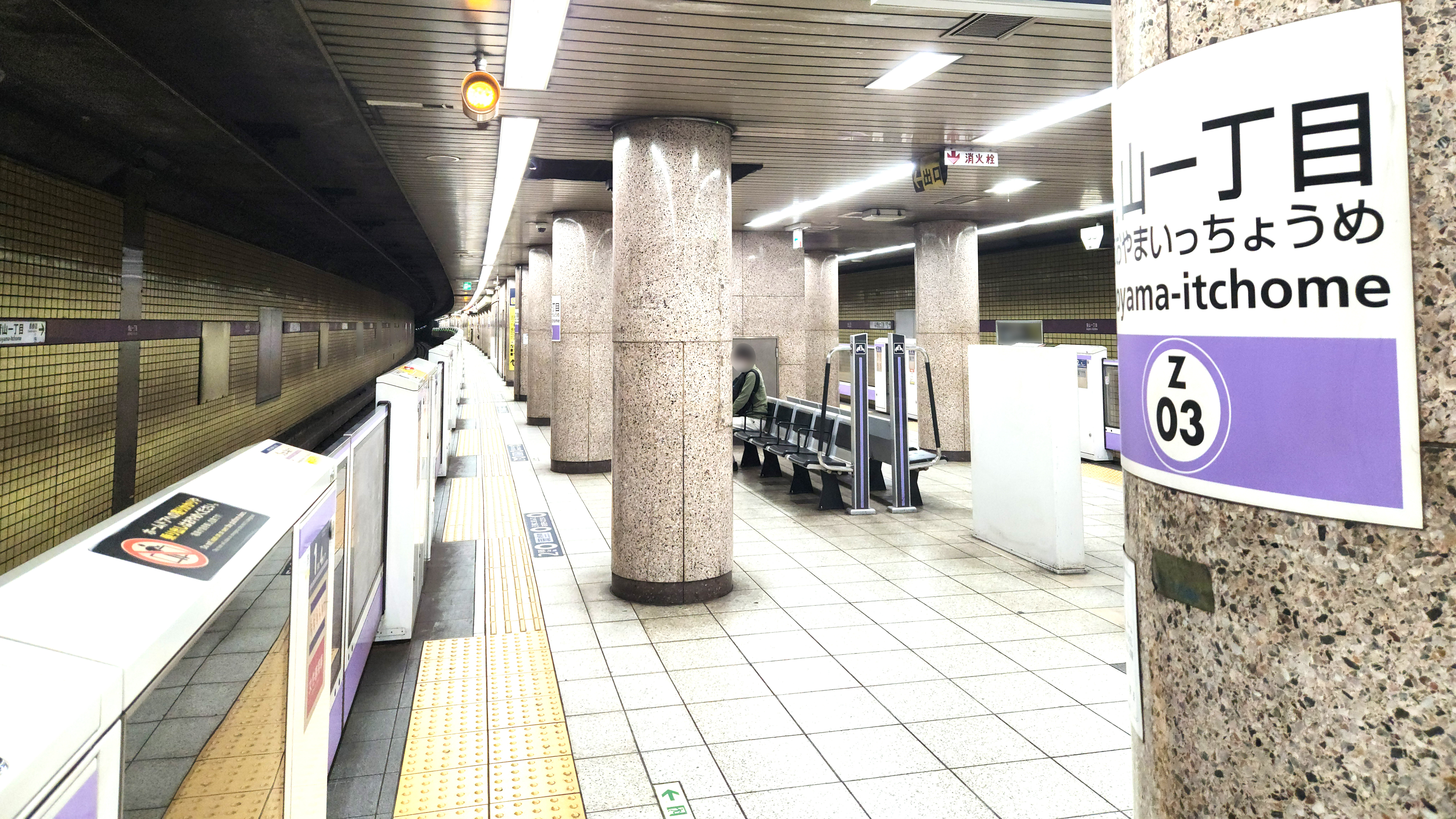
Quai de la ligne Hanzōmon
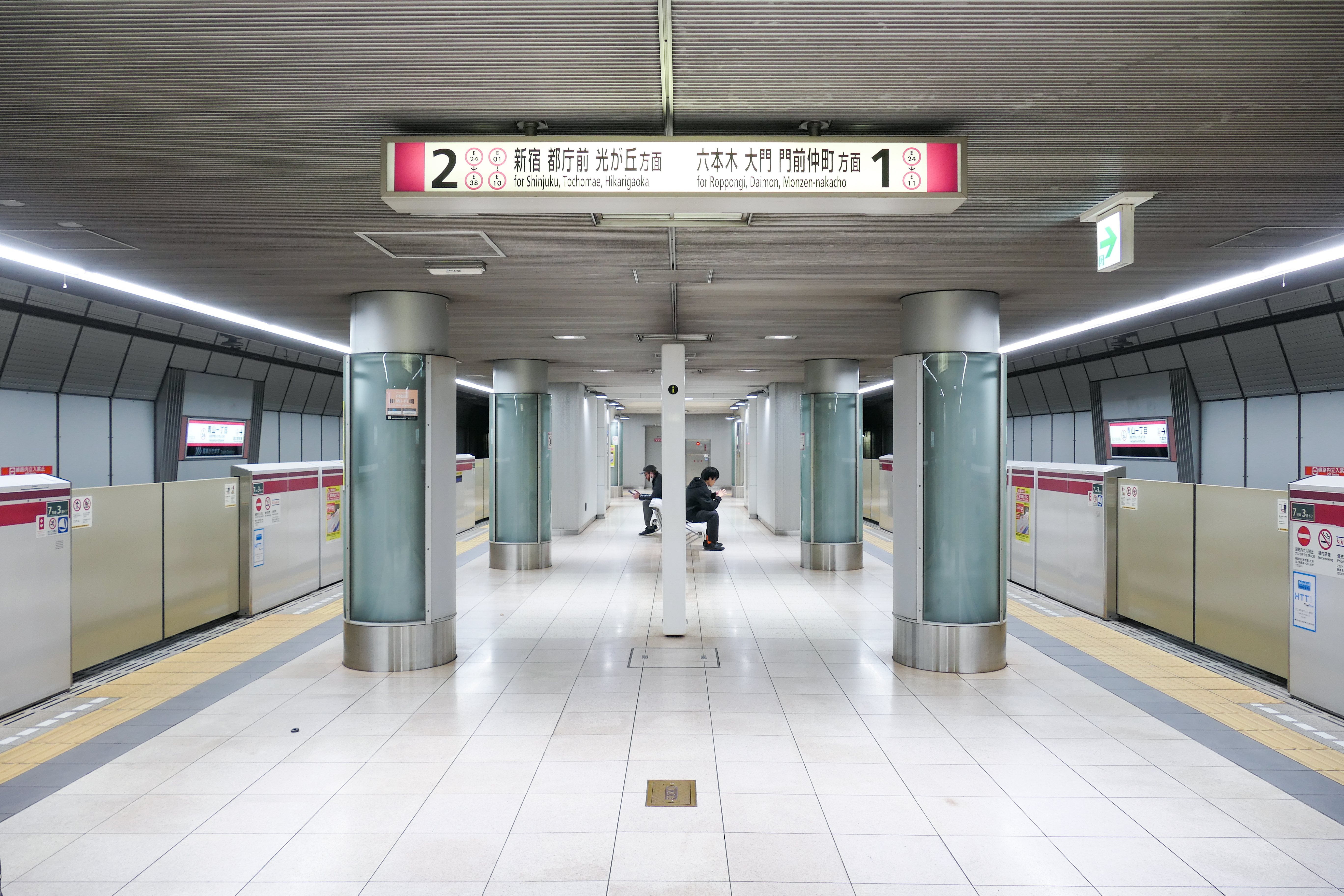
Quai de la ligne Ōedo

## À proximité
- Chichibunomiya Rugby Stadium
- Meiji Jingu Stadium